# Anolis distichus
Espèce
Synonymes
- Ctenonotus distichus (Cope, 1861)
- Ctenonotus distichus distichus (Cope, 1861)
- Anolis dominicensis Reinhardt & Lütken, 1863
- Ctenonotus distichus dominicensis (Reinhardt & Lütken, 1863)
- Ctenonotus distichus distichoides (Rosén, 1911)
- Anolis dominicensis juliae Cochran, 1934
- Ctenonotus distichus juliae (Cochran, 1934)
- Ctenonotus distichus ignigularis (Mertens, 1939)
- Ctenonotus distichus biminiensis (Oliver, 1948)
- Ctenonotus distichus floridanus (Smith & Mccauley, 1948)
- Ctenonotus distichus aurifer (Schwartz, 1968)
- Ctenonotus distichus dapsilis (Schwartz, 1968)
- Ctenonotus distichus favillarum (Schwartz, 1968)
- Ctenonotus distichus ocior (Schwartz, 1968)
- Ctenonotus distichus patruelis (Schwartz, 1968)
- Ctenonotus distichus properus (Schwartz, 1968)
- Ctenonotus distichus ravitergum (Schwartz, 1968)
- Ctenonotus distichus sejunctus (Schwartz, 1968)
- Ctenonotus distichus suppar (Schwartz, 1968)
- Ctenonotus distichus tostus (Schwartz, 1968)
- Ctenonotus distichus vinosus (Schwartz, 1968)

Anolis distichus est une espèce de sauriens de la famille des Dactyloidae.

## Répartition
Cette espèce se rencontre à Hispaniola et aux Bahamas.
Elle a été introduite en Floride aux États-Unis.

## Description
Les mâles mesurent jusqu'à 58 mm et les femelles jusqu'à 48 mm.

## Liste des sous-espèces
Selon The Reptile Database (21 décembre 2012) :
- Anolis distichus aurifer Schwartz, 1968 du massif de la Hotte
- Anolis distichus biminiensis Oliver, 1948 des îles Bimini
- Anolis distichus dapsilis Schwartz, 1968 des Bahamas
- Anolis distichus distichoides Rosén, 1911 des Bahamas
- Anolis distichus distichus Cope, 1861 des Bahamas
- Anolis distichus dominicensis Reinhardt & Lütken, 1863 d'Hispaniola
- Anolis distichus favillarum Schwartz, 1968 de la chaîne de Baoruco
- Anolis distichus floridanus Smith & McCauley, 1948 du Sud de la Floride
- Anolis distichus ignigularis Mertens, 1939 de république dominicaine
- Anolis distichus juliae Cochran, 1934 de l'île-à-Vache
- Anolis distichus ocior Schwartz, 1968 de San Salvador et Rum Cay
- Anolis distichus patruelis Schwartz, 1968 des Cayemites
- Anolis distichus properus Schwartz, 1968 de l'Est de la république dominicaine
- Anolis distichus ravitergum Schwartz, 1968 du Sud de la république dominicaine
- Anolis distichus sejunctus Schwartz, 1968 de l'île Saona
- Anolis distichus suppar Schwartz, 1968 de l'Ouest de la Péninsule de Tiburon
- Anolis distichus tostus Schwartz, 1968 de l'île Catalina
- Anolis distichus vinosus Schwartz, 1968 du Sud de la Péninsule de Tiburon

## Taxinomie
Glor et Laport en 2012 ont proposé d'élever au rang d'espèce les sous-espèces dominicensis, favillarum, ignigularis, properus et ravitergum

## Publications originales
- Cochran, 1934 : Herpetological collections made in Hispaniola by the Utowana Expedition, 1934. Occasional Papers of the Boston Society of Natural History, vol. 8, p. 163-188 (texte intégral).
- Cope, 1861 : Notes and descriptions of anoles. Proceedings of the Academy of Natural Sciences of Philadelphia, vol. 13, p. 208-215 (texte intégral).
- Mertens, 1939 "1938" : Herpetologische Ergebnisse einer Reise nach der Insel Hispaniola, Westindien. Abhandlungen der Senckenbergischen Naturforschenden Gesellschaft, vol. 449, p. 1-84.
- Oliver, 1948 : The anoline lizards of Bimini, Bahamas. American Museum Novitates, no 1383, p. 1-36 (texte intégral).
- Reinhardt & Lutken, 1863 : Bidrag til det vestindiske Öriges og navnligen til de dansk-vestindiske Öers Herpetologie. Videnskabelige meddelelser fra den Naturhistoriske forening i Kjöbenhavn, vol. 1862, no 10/18, p. 153-291 (texte intégral).
- Rosén, 1911 : Contributions to the Fauna of the Bahamas I. A general account of the fauna, with remarks on the physiography of the islands. II. The Reptiles III. The Fishes Lunds Universitets Arsskrift, vol. 7, no 5, p. 1-72.
- Schwartz, 1968 : Geographic variation in Anolis distichus Cope (Lacertilia, Iguanidae) in the Bahama Islands and Hispaniola. Bulletin of The Museum of Comparative Zoology, vol. 137, p. 255-309 (texte intégral).
- Smith & Mccauley, 1948 : Another new anole from South Florida. Proceedings of the Biological Society of Washington, vol. 61, p. 159-166 (texte intégral).